# (5850) Masaharu
(5850) Masaharu – planetoida z pasa głównego asteroid okrążająca Słońce w ciągu 3 lat i 67 dni w średniej odległości 2,16 j.a. Została odkryta 8 grudnia 1990 roku przez Kina Endatego i Kazura Watanabego. Przed nadaniem nazwy planetoida nosiła oznaczenie tymczasowe (5850) 1990 XM.